# Ectropothecium papuanum
Ectropothecium papuanum är en bladmossart som beskrevs av Schultze-motel 1963. Ectropothecium papuanum ingår i släktet Ectropothecium och familjen Hypnaceae. Inga underarter finns listade i Catalogue of Life.